# Giorgio Del Vecchio
Pour les articles homonymes, voir Del Vecchio.
Giorgio Del Vecchio (Bologne, 1878 - Gênes, 1970) est un philosophe du droit italien, qui est recteur de l'Université de Rome de 1925 à 1927.

## Biographie

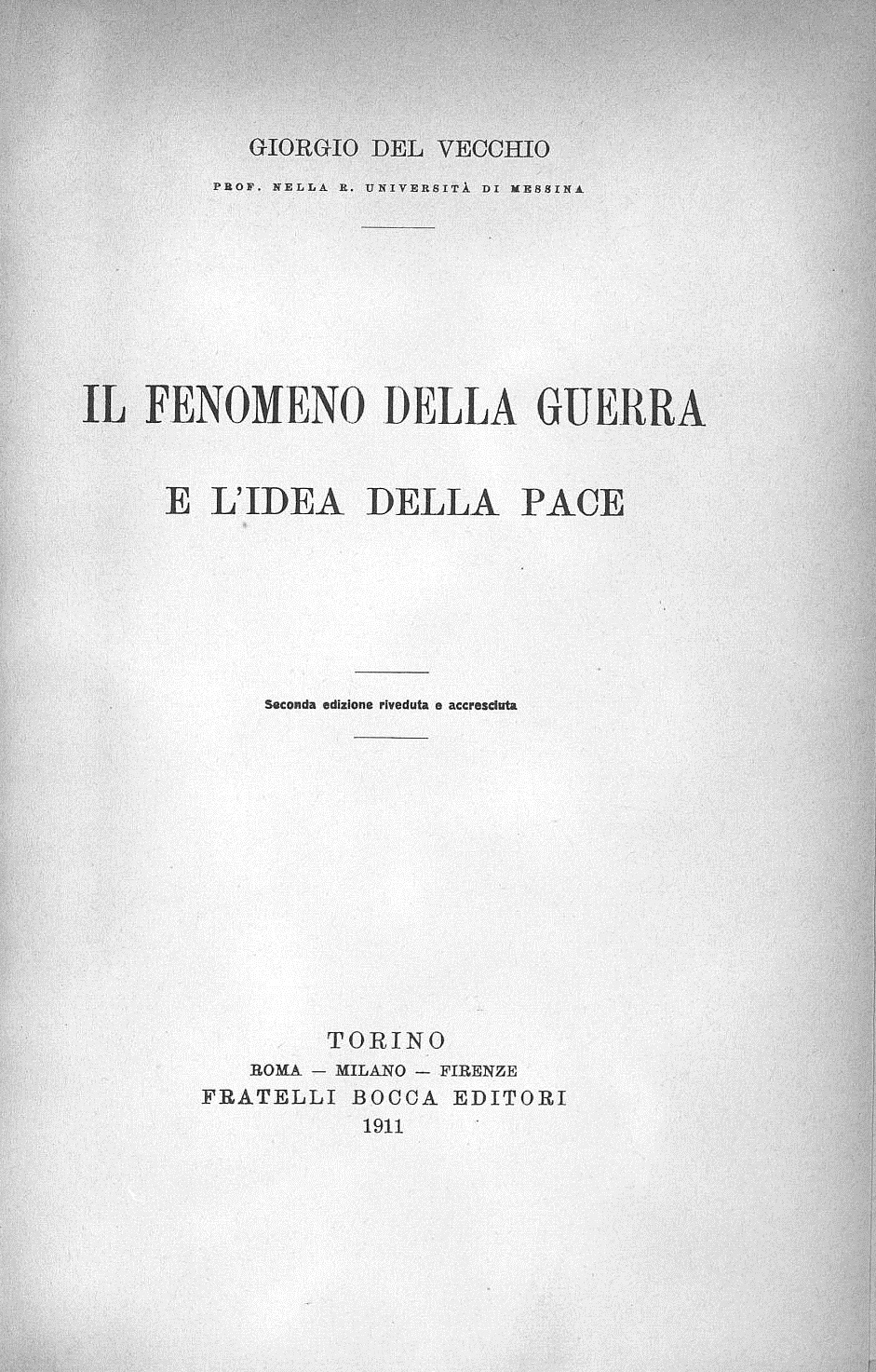
Il fenomeno della guerra e l'idea della pace, 1911

Initialement sympathisant du fascisme, il s'en distancie rapidement. En 1938, il perd sa chaire à l'université en raison de sa judaïté; de nouveau, après avoir obtenu une chaire après la Libération, il est exclu en 1944 en raison de ses compromissions passées.
Après guerre, il collabore à la revue Secolo d'Italia et à Pagina Libere. Il est l'un des membres organisateurs de l'INSPE (Istituto nazionale di studi politici ed economici (it), 1958), un institut anti-communiste dans les années 1960 qui entretenait quelques relations avec le parti néo-fasciste MSI. Il fonde et dirige la revue International Journal of Philosophy of Law.
Néo-kantien, il voit le droit naturel comme un droit rationnel; il collabore à diverses revues, dont en France les Archives de philosophie du droit et de sociologie juridique.
Del Vecchio est le fils du statisticien Giulio Salvatore Del Vecchio (it).

## Œuvres
- Il concetto della natura e il principio del diritto, 1908
  - (it) Il concetto della natura e il principio del diritto, Bologna, Zanichelli, 1922 (lire en ligne)
- (it) Il fenomeno della guerra e l'idea della pace, Torino, Fratelli Bocca, 1911 (lire en ligne)